# Śrem
Pour les articles homonymes, voir Śrem (homonymie).
Śrem (prononcé en polonais : /ɕrɛm/ ; en allemand : Schrimm) est une ville de la voïvodie de Grande-Pologne et du powiat de Śrem.
Elle est située à environ 45 kilomètres au sud de Poznań, capitale de la voïvodie de Grande-Pologne.
Elle est le siège administratif de la gmina de Śrem et du powiat de Śrem.
Elle s'étend sur 12,37 km2.

## Géographie

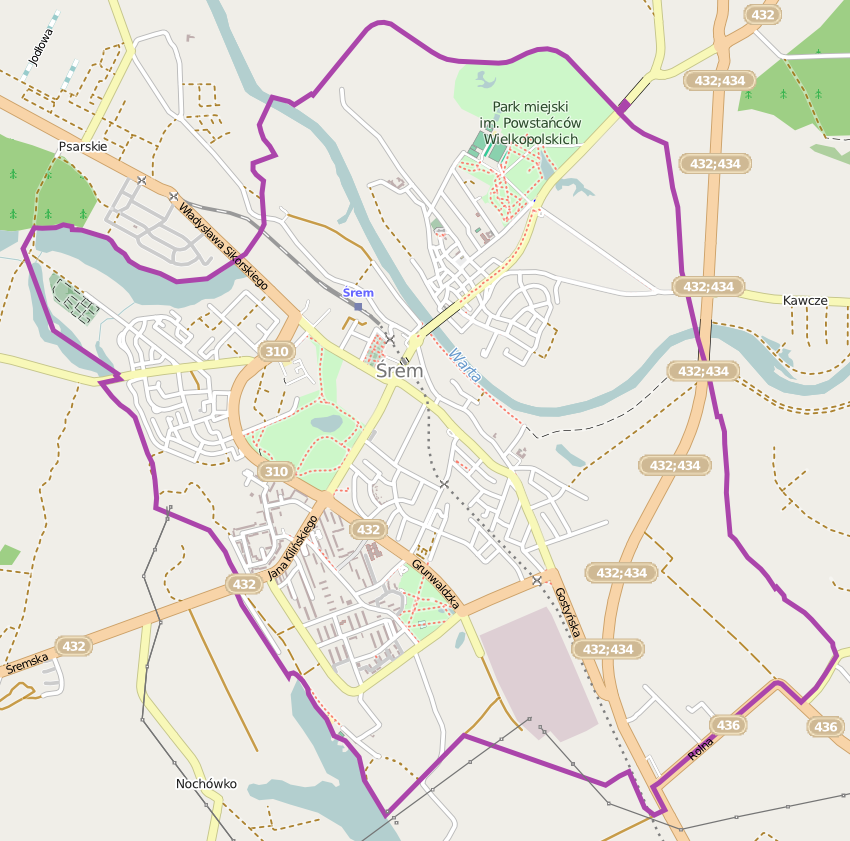
Plan de la ville.

Située au centre de la voïvodie de Grande-Pologne, au milieu de grandes plaines agricoles, la ville de Śrem se trouve aux bords de la Warta, un affluent important de l'Oder. Sa superficie est de 12,37 km2.
La ville est localisée à environ 45 km au sud de Poznań, la capitale régionale.

## Histoire
La première mention de Śrem date de 1136, dans une bulle du pape Innocent II. À l’époque, Śrem est déjà une place forte importante qui avait été créée à la fin du Xe siècle.
La ville est fondée sur la rive gauche de la Warta, en 1253, par Boleslas le Pieux et Przemysl Ier de Grande Pologne. En 1293, elle devient le siège d’un archidiaconé. En 1393, la ville passe sur la rive droite, près de l’ancien fort. Au XIVe siècle, la ville est le siège d’un staroste. En 1424, Ladislas II Jagellon autorise la construction d’un pont au-dessus de la Warta.
La ville connait un important développement à la fin du Moyen Âge grâce à sa situation sur la route reliant Poznań à Wrocław. L’activité drapière prend son essor. L’âge d’or de la ville se termine au XVIIe siècle. En 1635, la peste provoque une catastrophe démographique. En 1656, pendant la guerre entre la Pologne et la Suède, les Brandebourgeois quittent Śrem. En 1736, une grande inondation touche presque toute la ville.
En 1793, après le deuxième partage de la Pologne, la ville est annexée par la Prusse. L’année suivante, pendant l’Insurrection de Kościuszko, la ville abrite un camp de patriotes. De 1807 à 1815, Śrem se retrouve dans le Duché de Varsovie. Ensuite, elle est incorporée au Grand-duché de Posen et appartient jusqu'en 1919 à l'arrondissement de Schrimm. En 1848, la ville participe au Printemps des peuples. Un hôpital militaire pour les insurgés est installé dans la ville. En 1884, la ville est reliée au réseau ferroviaire.

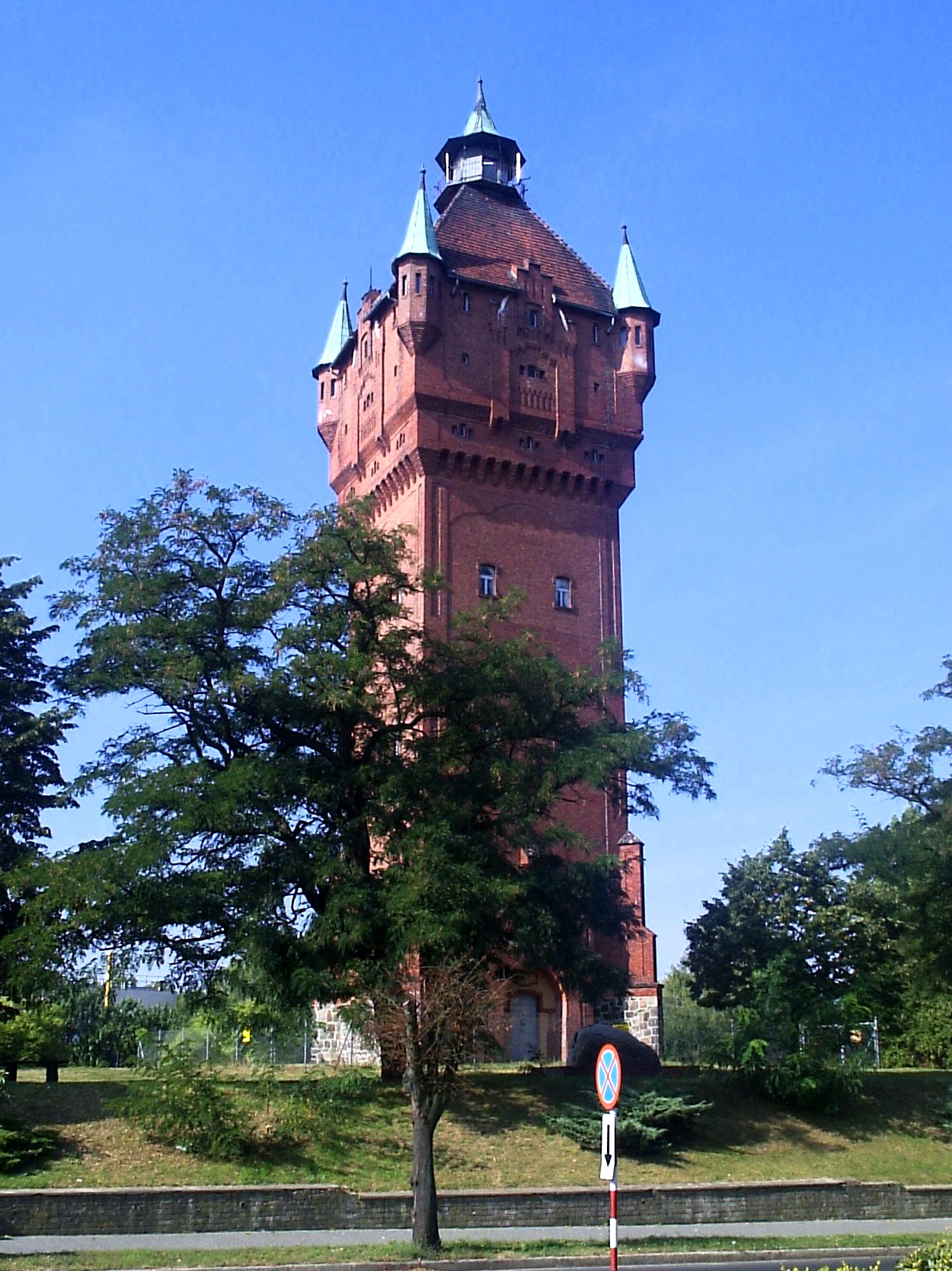
Wasserthurm

En 1918, des détachements de Śrem participent au soulèvement de la Grande-Pologne contre la Prusse. La ville intègre le territoire de la Pologne ressuscitée en 1919. En septembre 1939, les Allemands s’emparent de la ville. Il y a de nombreuses exécutions publiques. La ville est libérée par l’Armée rouge en janvier 1945.
Après la Seconde Guerre mondiale, la ville retrouve une seconde jeunesse grâce à la mise en service d’une fonderie par la société H. Cegielski - Poznań SA. Depuis lors, cette entreprise est devenue indépendante du groupe. Elle porte aujourd’hui le nom de Śrem SA. En l’an 2000, l’université de Poznań ouvre une filiale à Śrem.
De 1975 à 1998, la ville faisait partie du territoire de la voïvodie de Poznań. Depuis 1999, la ville fait partie du territoire de la voïvodie de Grande-Pologne.

## Monuments
- l'église sainte Marie, construite au XIIIe, dont le clocher a une hauteur de 62 mètres ;
- l'église du saint Esprit, construite en 1614 ;
- la place du marché, avec l'ensemble de la vieille ville aux alentours, datant du XIVe siècle ;
- la mairie, construite en 1838 ;
- l'église des franciscains, construite aux XVIIe et XVIIIe.

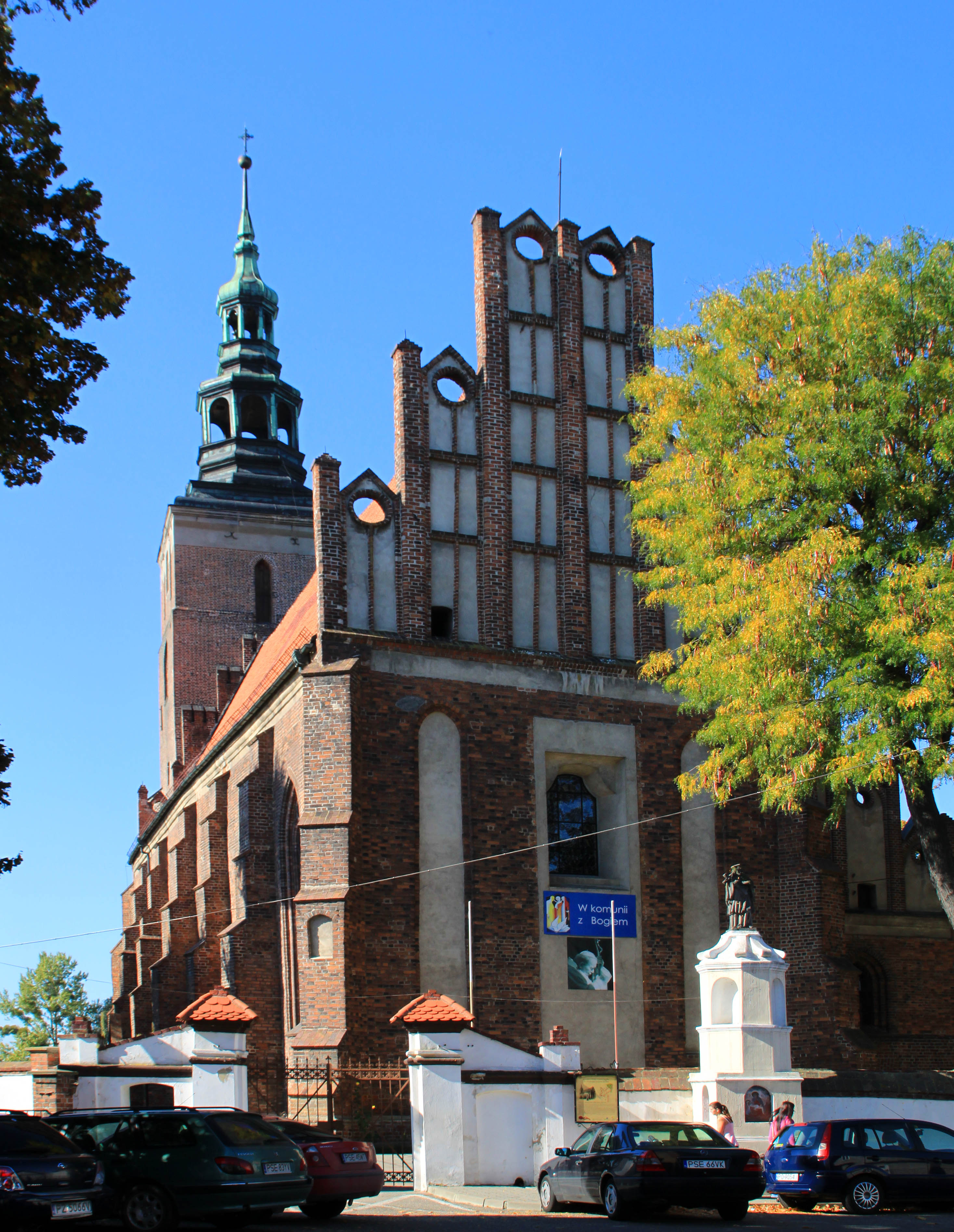
L'église sainte Marie.
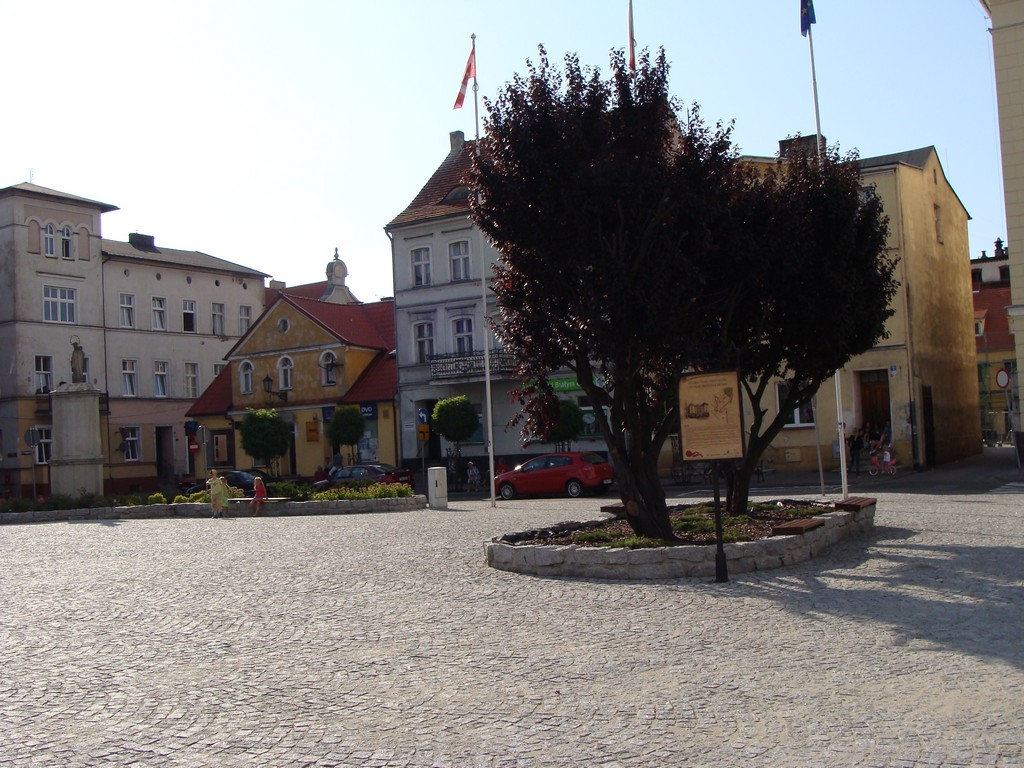
La place du marché.
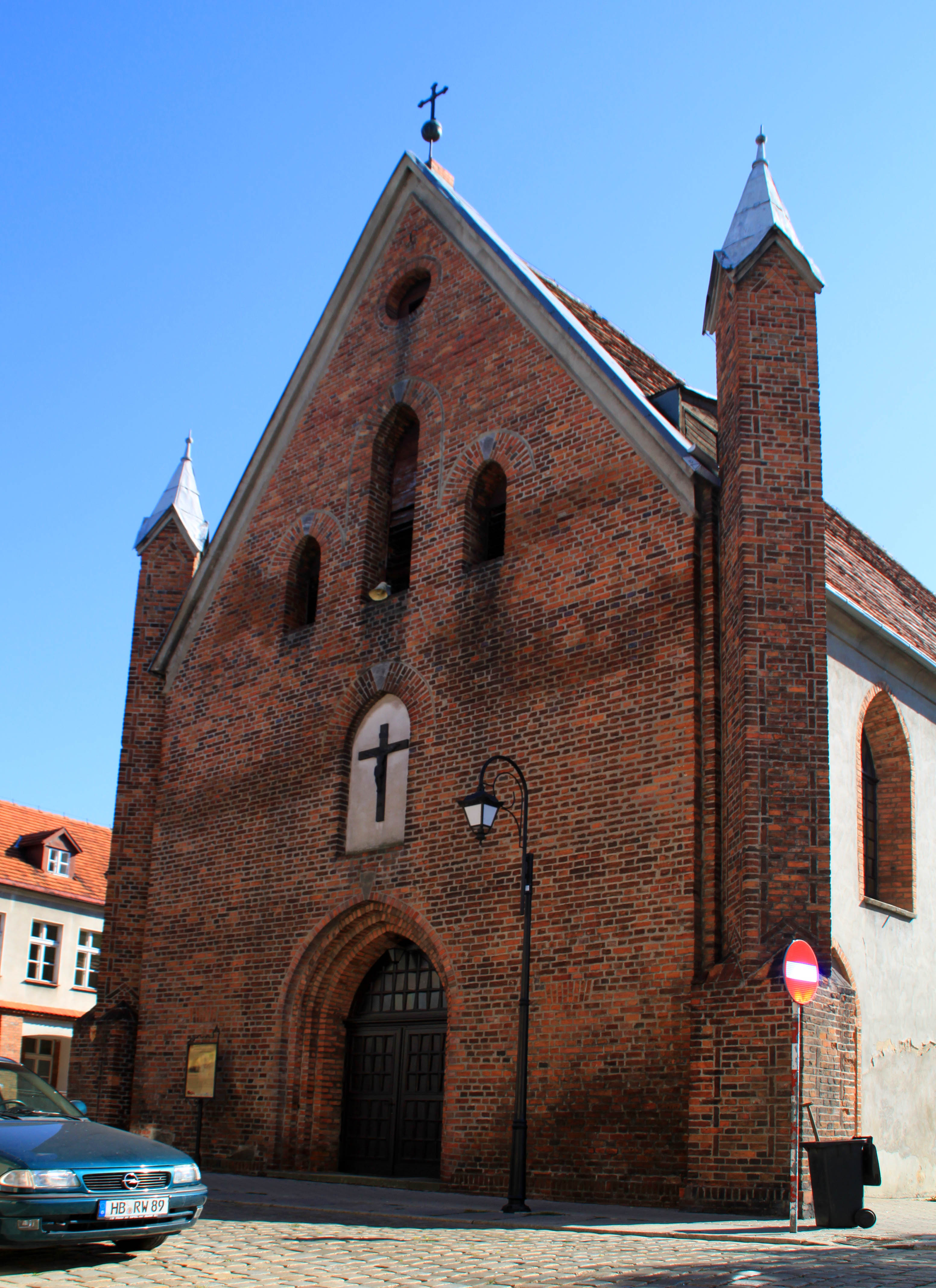
L'église du saint Esprit.
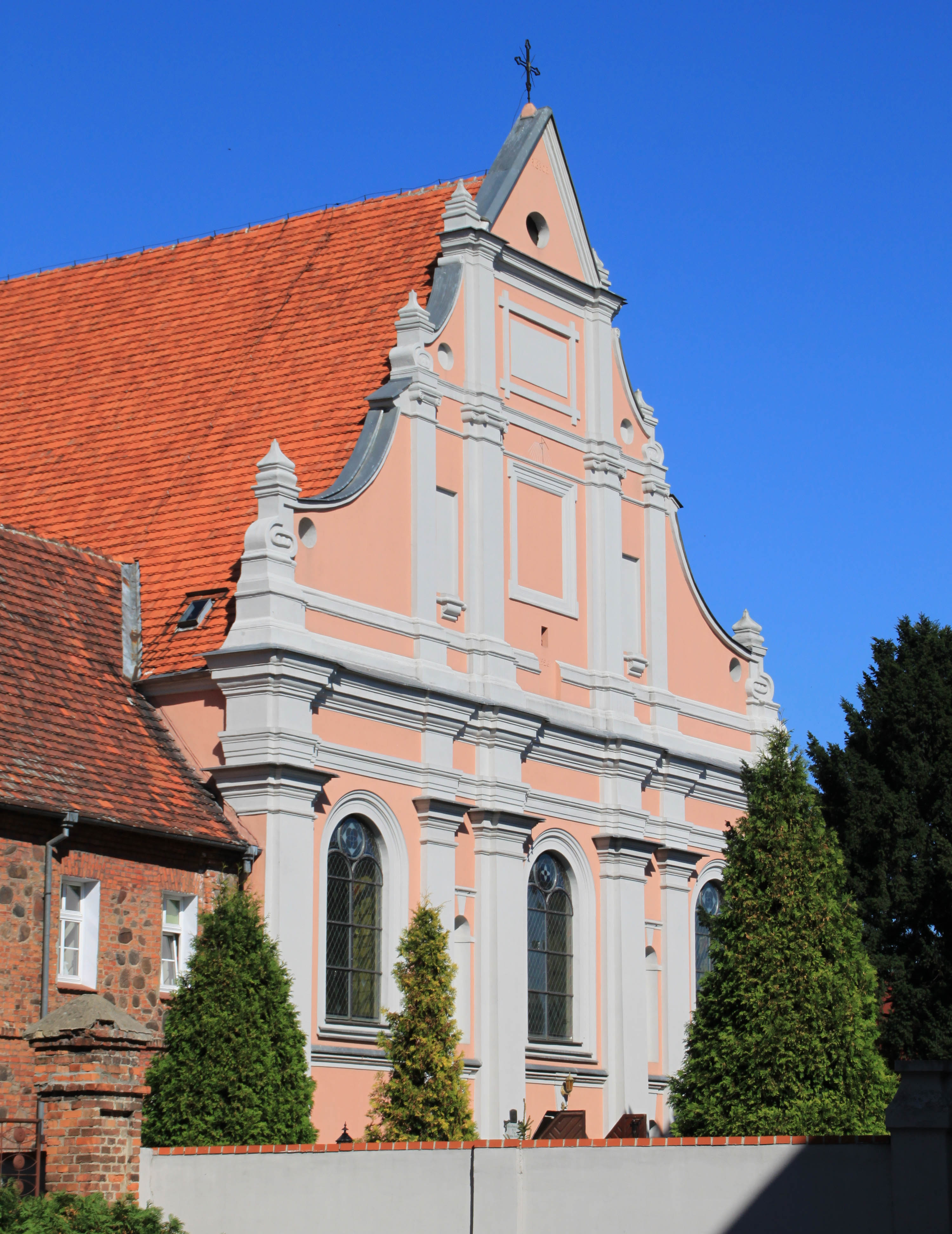
L'église des franciscains.
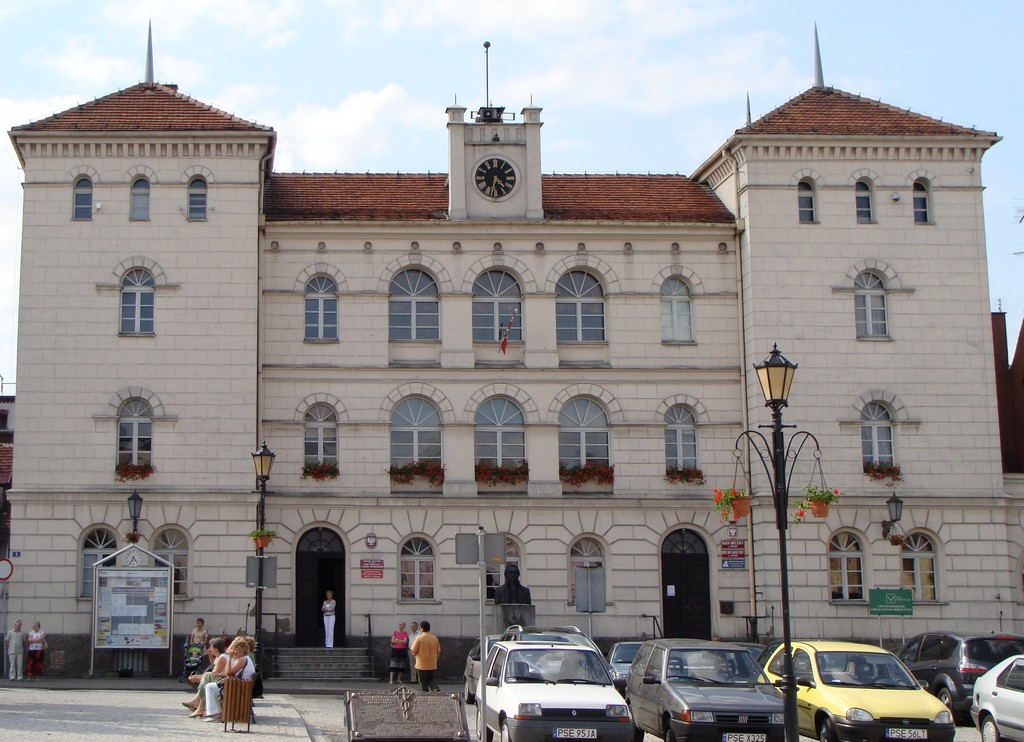
La mairie.

## Économie
- Industries :
  - métallurgie
  - industrie textile
  - industrie chimique
  - industrie du bâtiment
  - industrie agroalimentaire
- Services :
  - transport international

## Démographie
Données du 31 décembre 2009 :
| Description                  | Total  | Total | Femmes | Femmes | Hommes | Hommes |
| ---------------------------- | ------ | ----- | ------ | ------ | ------ | ------ |
| Unité                        | Nombre | %     | Nombre | %      | Nombre | %      |
| Population                   | 29 924 | 100   | 15 609 | 52,16  | 14 315 | 47,84  |
| Population de 0 à 17 ans     | 4 682  | 15,65 | 2 274  | 7,6    | 2 408  | 8,05   |
| Population de 18 à 65 ans    | 21 010 | 70,21 | 10 299 | 34,42  | 10 711 | 35,79  |
| Population de plus de 65 ans | 4 232  | 14,14 | 3 036  | 10,15  | 1 196  | 4      |

## Voies de communication
La ville est traversée par les routes voïvodales 310 (pl) (qui relie Śrem à Głuchowo), 434 (qui relie Rawicz à Łubowo), 432 (pl) (qui relie Września à Leszno), et 436 (pl) (qui relie Śrem à Klęka).

## Jumelages
- Bergen (Allemagne)
- Rožnov pod Radhoštěm (Tchéquie)
- Fougères (France)